# Нью-Маркет (Теннессі)
Нью-Маркет (англ. New Market) — місто (англ. town) в США, в окрузі Джефферсон штату Теннессі. Населення — 1349 осіб (2020).

## Географія
Нью-Маркет розташований за координатами 36°5′43″ пн. ш. 83°33′25″ зх. д. / 36.09528° пн. ш. 83.55694° зх. д. (36.095329, -83.557025).  За даними Бюро перепису населення США в 2010 році місто мало площу 10,67 км², уся площа — суходіл.

## Демографія
Згідно з переписом 2010 року, у місті мешкали 1334 особи в 523 домогосподарствах у складі 383 родин. Густота населення становила 125 осіб/км².  Було 586 помешкань (55/км²).
Расовий склад населення:
| - 92,7 % — білих - 3,5 % — чорних або афроамериканців - 0,1 % — вихідців з тихоокеанських островів - 0,1 % — азіатів - 1,9 % — осіб інших рас |

До двох чи більше рас належало 1,6 %. Частка іспаномовних становила 3,7 % від усіх жителів.
За віковим діапазоном населення розподілялося таким чином: 22,6 % — особи молодші 18 років, 59,0 % — особи у віці 18—64 років, 18,4 % — особи у віці 65 років та старші. Медіана віку мешканця становила 42,5 року. На 100 осіб жіночої статі у місті припадало 104,0 чоловіків;  на 100 жінок у віці від 18 років та старших — 101,4 чоловіків також старших 18 років.
Середній дохід на одне домашнє господарство  становив 63 500 доларів США (медіана — 49 018), а середній дохід на одну сім'ю — 70 195 доларів (медіана — 58 913). Медіана доходів становила 35 509 доларів для чоловіків та 32 560 доларів для жінок. За межею бідності перебувало 19,4 % осіб, у тому числі 36,4 % дітей у віці до 18 років та 15,0 % осіб у віці 65 років та старших.
Цивільне працевлаштоване населення становило 644 особи. Основні галузі зайнятості: освіта, охорона здоров'я та соціальна допомога — 29,0 %, будівництво — 16,6 %, виробництво — 9,8 %, транспорт — 5,7 %.